# Vilma Jamnická
Vilma Jamnická z domu Březinová (ur. 13 listopada 1906 w Barchovie, zm. 12 sierpnia 2008 w Bratysławie) – słowacka aktorka teatralna i filmowa, pisarka.

## Życiorys
Vilma Březinová urodziła się czeskiej wsi Barchov, skąd przeniosła się z rodzicami do Linzu w Austrii, a następnie do Bratysławy. W latach 1925–1926 studiowała na wydziale lekarskim na Uniwersytecie Komeńskiego w Bratysławie, skąd przeniosła się na studia aktorskie na Hudobnej a dramatickej akadémii w Bratysławie, które ukończyła w 1929 roku. Podczas studiów medycznych poznała swojego przyszłego męża, awangardowego reżysera, pedagoga i reżysera teatralnego, Jána Jamnickiego. W latach 1929–1969 była członkiem Słowackiego Teatru Narodowego. W filmie pojawiła się po raz pierwszy w 1954 roku, w wieku 48 lat. Wystąpiła w filmie Drevená dedina u boku Jozefa Kronera, Karola Machaty i Zdeny Grúberovej. Jest autorką książki, w której spisała swoje wspomnienia o mężu Letá a zimy s Jánom Jamnickým (1985).

## Wybrane dzieła
- 1985 – Letá a zimy s Jánom Jamnickým
- 2005 – Elixír môjho života
- 2007 – Muž môjho života

## Wybrane role
- 1954: Drevená dedina
- 1959: V hodine dvanástej
- 1963: Janosik
- 1971: Gdybym miał karabin, tyt. oryginalny Keby som mal pusku
- 1971: Páni sa zabávajú
- 1974: Do zbrane kuruci!
- 1975: Kto odchodzi w deszczu, tyt. oryginalny Kto odchádza v dazdi
- 1978: Biela stuzka v tvojich vlasoch
- 1979: Kamarátky
- 1981: Nejstarsi ze vsech vrabcu
- 1985: Kára plná bolesti
- 1986: Fontána pre Zuzanu
- 1987: Hody
- 1988: Strachy z wikarym, tyt. oryginalny Strasidla z vikýre
- 1992: Lepiej być zdrowym i bogatym niż biednym i chorym, tyt. oryginalny Lepšie byť bohatý a zdravý ako chudobný a chorý
- 1997: Niepewne wiadomości o końcu świata, tyt. oryginalny Nejasná zpráva o konci sveta